# Кесовце
Кесовце (слч. Kesovce) насељено је мјесто са административним статусом сеоске општине (слч. obec) у округу Римавска Собота, у Банскобистричком крају, Словачка Република.

## Становништво
| Година:    | 1994. | 2004.    | 2014.    | 2024.    |
| ---------- | ----- | -------- | -------- | -------- |
| Број људи: | 123   | 136      | 254      | 299      |
| Разлика:   |       | +10,56 % | +86,76 % | +17,71 % |

| Година:    | 2023. | 2024.   |
| ---------- | ----- | ------- |
| Број људи: | 285   | 299     |
| Разлика:   |       | +4,91 % |

Према подацима о броју становника из 2011. године насеље је имало 243 становника.